# McGee (Familienname)
McGee ist ein englischer Familienname.

## Namensträger
- Alan McGee (* 1960), schottischer Geschäftsmann und Musikmanager
- American McGee (* 1972), US-amerikanischer Spiel- und Filmdesigner
- Bradley McGee (* 1976), australischer Radrennfahrer
- Brian McGee (Musiker) (* 1959), schottischer Musiker (Simple Minds, Propaganda)
- Brian McGee (Bischof) (* 1965), schottischer römisch-katholischer Bischof
- Caitlin McGee (* 1988), US-amerikanische Schauspielerin
- Charles McGee (Pilot) (1919–2022), US-amerikanischer Pilot
- Charles McGee (Maler) (1924–2021), US-amerikanischer Maler
- Cory McGee (* 1992), US-amerikanische Leichtathletin
- Dennis McGee (1893–1989), US-amerikanischer Fiddlespieler und Akkordeonist
- Frank McGee (Eishockeyspieler) (Francis Clarence McGee; 1882–1916), kanadischer Eishockeyspieler
- Frank McGee (Editor) (auch Frank Magee 1889–1971), US-amerikanischer Editor und Kameramann
- Frank McGee (Baseballspieler) (Francis DeSales McGee; 1899–1934), US-amerikanischer Baseballspieler
- Frank McGee (Journalist) (1921–1974), US-amerikanischer Fernsehjournalist
- Frank Charles McGee (1926–1999), kanadischer Unternehmer und Politiker
- Gale W. McGee (1915–1992), US-amerikanischer Politiker
- Geraldine McGee (1936–1982), US-amerikanisches Model
- Harold McGee (* 1951), US-amerikanischer Autor
- Henry McGee (1929–2006), britischer Schauspieler
- Jack McGee (* 1949), US-amerikanischer Schauspieler
- James McGee (Eishockeyspieler) (1879–1904), kanadischer Eishockey- und Canadian-Football-Spieler
- James McGee (Schriftsteller) (* 1950), englischer Schriftsteller
- James McGee (Tennisspieler) (* 1987), irischer Tennisspieler
- James David McGee (* 1949), US-amerikanischer Diplomat
- JaVale McGee (* 1988), US-amerikanischer Basketballspieler
- John Joseph McGee (1845–1927), kanadischer Beamter
- John Vernon McGee (1904–1988), US-amerikanischer evangelikaler Geistlicher
- Joseph Michael McGee (1904–1983), schottischer Geistlicher
- Joseph Patrick McGee (* um 1968) US-amerikanischer Generalmajor
- Kevin McGee (1977–2009), britischer Fernsehproduzent
- Max McGee (1932–2007), US-amerikanischer American-Football-Spieler
- Patti McGee (1945–2024), US-amerikanische Skateboarderin
- Paul McGee (Fußballspieler, 1954) (* 1954), irischer Fußballspieler und -trainer
- Paul McGee (Fußballspieler, 1968) (* 1968), irischer Fußballspieler
- Rodney McGee (* 1974), australischer Radsportler
- Sam McGee (1894–1975), US-amerikanischer Countrymusiker
- Terrence McGee (* 1980), US-amerikanischer American-Football-Spieler
- Thomas D’Arcy McGee (1825–1868), irisch-kanadischer Politiker, Herausgeber und Journalist
- Vonetta McGee (1945–2010), US-amerikanische Schauspielerin
- William C. McGee (* 1936), US-amerikanischer Politiker (Republikaner)
- William John McGee (1853–1912), US-amerikanischer Erfinder, Geologe, Anthropologe und Ethnologe